# Zeilen op de Paralympische Zomerspelen 2016
Op de XVe Paralympische Zomerspelen die in 2016 werden gehouden in Rio de Janeiro, Brazilië was Zeilen een van de 22 sporten die werden beoefend. Tevens was het de laatste keer dat het zeilen op het programma van de Paralympische Spelen stond

## Evenementen
In totaal waren er drie onderdelen op de Paralympics in 2016: 
- 2.4mR , eenpersoonsboot
- SKUD 18, tweepersoonsboot
- Sonar, driepersoonsboot

## Medaillespiegel
| Plaats | Land             | NPC | Goud | Zilver | Brons | Totaal |
| 1      | Australië        | AUS | 2    | 1      | 0     | 3      |
| 1      | Frankrijk        | FRA | 1    | 0      | 0     | 1      |
| 3      | Canada           | CAN | 0    | 1      | 1     | 2      |
| 4      | Verenigde Staten | USA | 0    | 1      | 0     | 1      |
| 5      | Groot-Brittannië | GBR | 0    | 0      | 2     | 2      |

## Uitslagen
| Boot    | Goud | Goud                                          | Zilver | Zilver                                      | Brons | Brons                                   |
| ------- | ---- | --------------------------------------------- | ------ | ------------------------------------------- | ----- | --------------------------------------- |
| 2.4mR   | FRA  | Damien Seguin                                 | AUS    | Matthew Bugg                                | GBR   | THelena Lucas                           |
| SKUD 18 | AUS  | Daniel Fitzgibbon Liesl Tesch                 | CAN    | John McRoberts Jackie Gay                   | GBR   | Alexandra Rickham Niki Birrell          |
| Sonar   | AUS  | Russell Boaden Colin Harrison Jonathan Harris | USA    | Alphonsus Doerr Hugh Freund Bradley Kendell | CAN   | Paul Tingley Logan Campbell Scott Lutes |

Atletiek · Bankdrukken · Basketbal · Blindenvoetbal · Boogschieten · Boccia · CP-voetbal · Goalball · Judo · Kanovaren · Paardensport · Roeien · Rugby · Schermen · Schietsport · Tafeltennis · Tennis · Triatlon · Volleybal · Wielersport · Zeilen · Zwemmen
Atlanta 1996 ·
Sydney 2000 ·
Athene 2004 ·
Peking 2008 ·
Londen 2012 ·
Rio de Janeiro 2016